# Fukuia
Genre
Fukuia est un genre de gastéropodes de la famille des Pomatiopsidae. Ce genre est endémique de l'île de Honshu au Japon.
La spéciation du genre Fukuia a commencé il y a environ 7,2 millions d'années durant le Miocène.

## Liste d'espèces
Selon World Register of Marine Species (18 novembre 2020) :
- Fukuia kurodai Abbott & Hunter, 1949